# Долно-Ябылково
Долно-Ябылково (болг. Долно Ябълково) — село в Болгарии. Находится в Бургасской области, входит в общину Средец. Население составляет 31 человек (2022).

## Политическая ситуация
Долно-Ябылково подчиняется непосредственно общине и не имеет своего кмета.
Кмет (мэр) общины Средец — Тодор Пройков Станчев (Болгарская социалистическая партия (БСП)) по результатам выборов.